# Комплекс зданий Второго кадетского корпуса

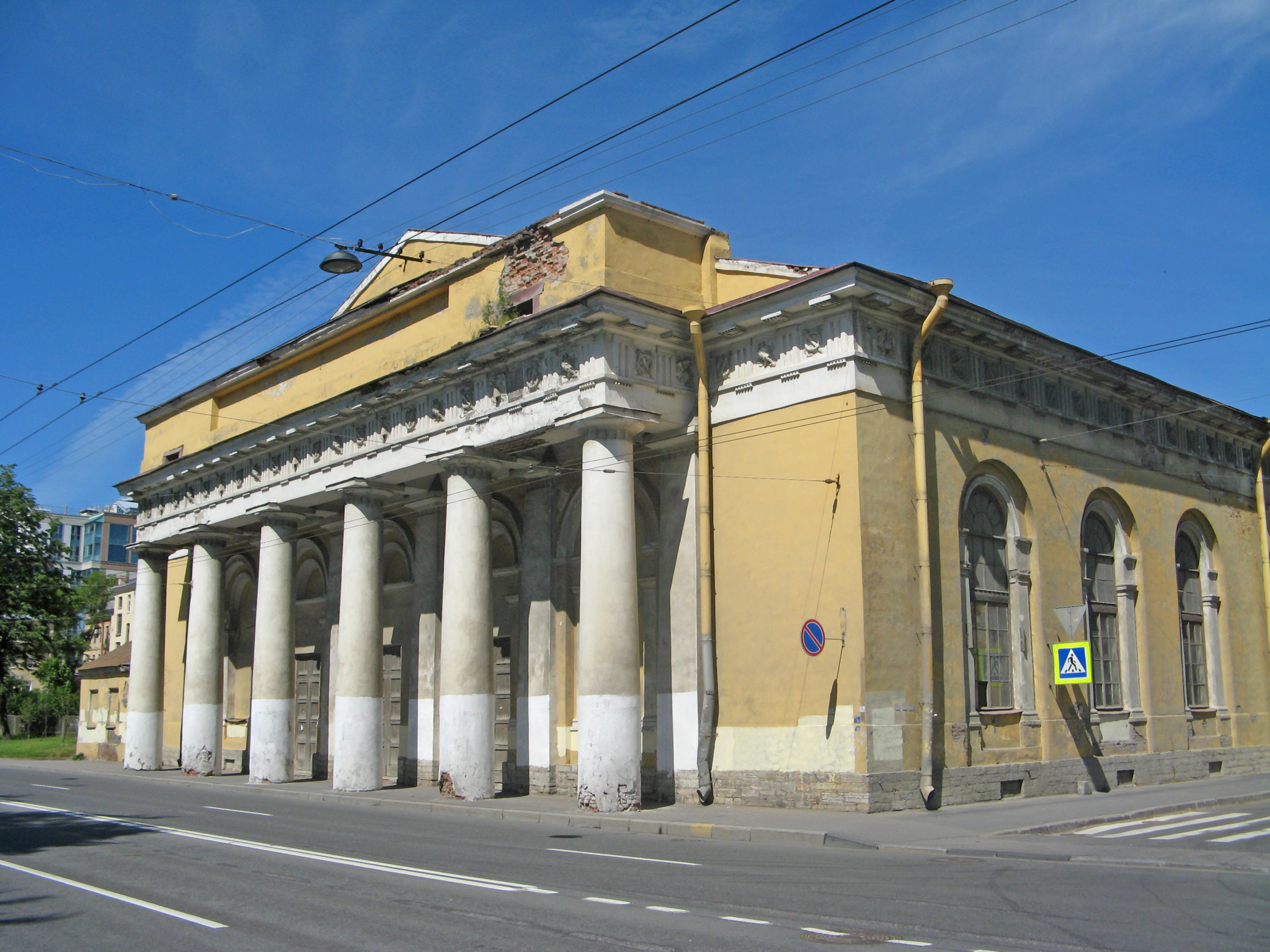
Экзерцигауз

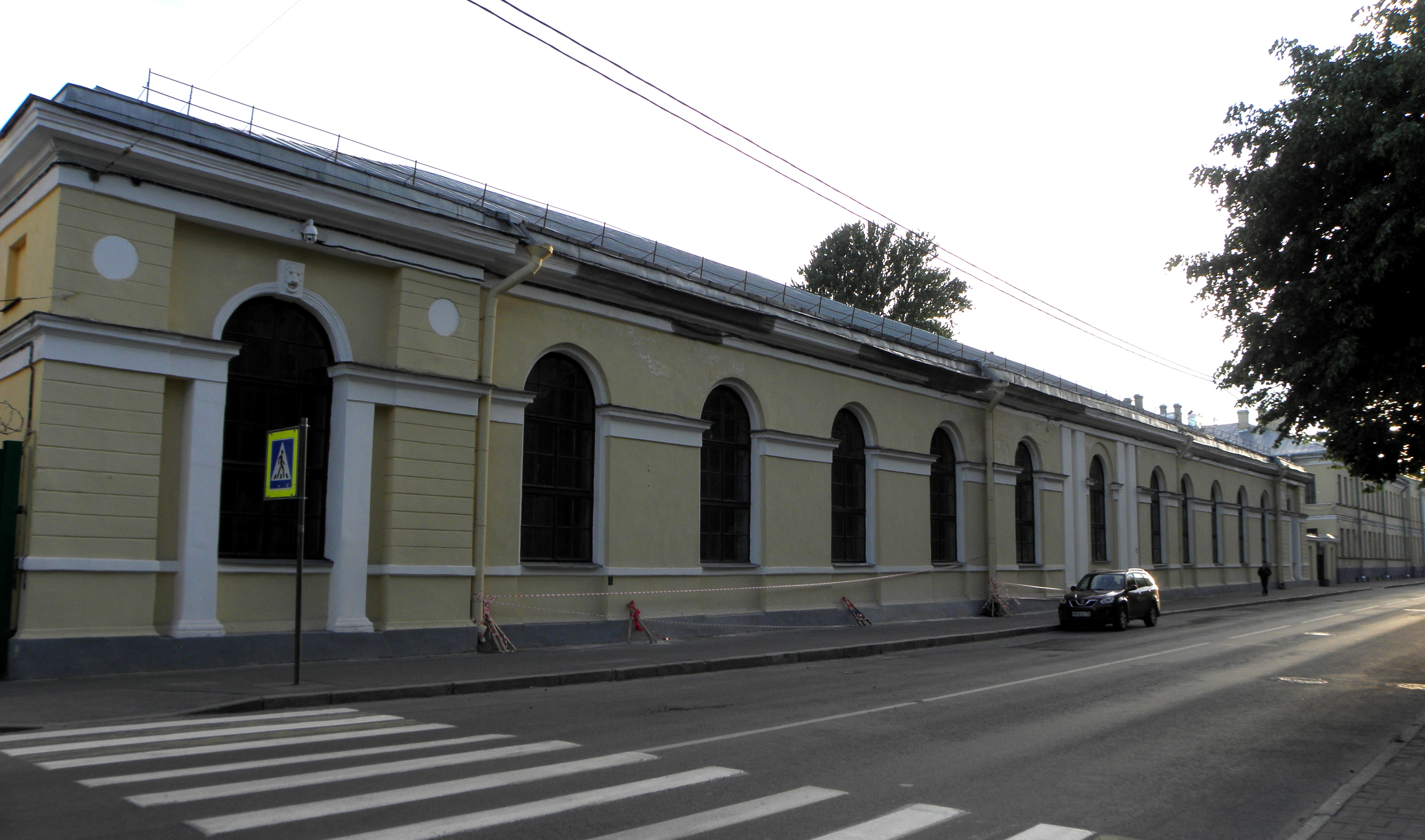
Манеж

Комплекс зданий Второго кадетского корпуса — памятник архитектуры. Расположен в Санкт-Петербурге, современный адрес дома — улица Красного Курсанта, 14, 16, 18.
В начале XVIII века участок принадлежал Б. Х. Миниху, затем был передан Канцелярии главной артиллерии и фортификации. В 1733 году на участке было несколько деревянных домов, в них разместили Инженерную школу, на основе которой позднее создали Артиллерийский и Инженерный шляхетский кадетские корпуса, в 1800 году переименованные во Второй кадетский корпус.
В 1794 году был утверждён проект каменных зданий Ф. И. Демерцова, который далее был реализован лишь частично. Закладка состоялась 22 мая 1795 года, к 1797 году построили главное двухэтажное здание, главным фасадом выходящее на Ждановку. Остальные три здания образуют с первым замкнутое каре, они были построены в 1800—1803 годах.
Фасады главного здания расчленены по горизонтали тягами под окнами и между этажами, украшены пилястрами.
В XIX веке здание было неоднократно перестроено и перепланировано изнутри, хотя отделка некоторых помещений всё же сохранилась — на первом этаже типичные для своего времени своды, на втором — большой зал с хорами и десятью колоннами коринфского ордера, отделанных искусственным мрамором, стены зала по центру декорированы шестью пилястрами каждая; в левом крыле также есть зал, в восточной части которого дорические колонны искусственного мрамора расставлены полукругом, лепнина антаблемента позолочена, на плафоне в центре на широких падугах сохранилась орнаментальная роспись.
Во флигеле на Ждановке было создано два православных храма, которые освятил митрополит Амвросий: на первом этаже, 21 ноября 1803 года, храм св. Екатерины, на втором этаже, 24 мая 1804 года, храм св. Александра Невского. Верхний храм в 1819—1821 годах переделали по проекту И. И. Шарлеманя, утеплив; деревянный купол заменили каменным, нижний храм при этом упразднили, отдав под музей корпуса.
В корпусе также были лютеранская церковь и католическая каплица. Каплица была на втором этаже здания на набережной, освящена она была предположительно в конце 1786 года. Кадеты-лютеране сначала, с 1786 года, молились в одном из классов, 27 декабря 1787 года была освящена домовая церковь в соседнем с корпусом деревянном здании. В конце 1796 года, после постройки каменных корпусов, освятили кирху в соседнем с каплицей помещении. В 1851 кирха получила название св. Георгия в честь небесного патрона герцога Георга Мекленбург-Стрелицкого. Далее её трижды переносили и освящали, в последний раз — в дворовый флигель 11 октября 1904 года.
Церкви были закрыты в ноябре 1918 года.
На участке сохранились служебные постройки, в частности, манеж и экзерциргауз (здание для строевого обучения).
Манеж был построен в 1809—1811 годах по проекту корпусного архитектора капитана Кузнецова.
Архитектор экзерциргауза неизвестен (по другим данным — Луиджи Руска), построен в 1819—1820 годах, украшен шестиколонными дорическими портиками на торцах, перекликающимися с восьмиколонным портиком продольных фасадов, сочетающихся с риглифно-метопным фризом. В 1936 здание было перепланировано, по проекту К. Д. Халтурина был создан вестибюль с тремя входами с улицы Красного Курсанта. В 1956—1963 годах в здании организовали закрытый спортивный зал, в связи с чем изменили отделку. Здание охраняется частично.
С 7 июня по 24 сентября 1913 года в здании манежа частично размещалась Всероссийская гигиеническая выставка. С декабря 1922 года в главном здании находилась Военно-техническая авиационная школа ВВС РККА. Здание занято Военно-космическим университетом им. Можайского.